# Vltava
Vltava (německy Moldau) je s délkou 430,2 km nejdelší řekou na území Česka. Pramení na Šumavě, u obce Černý Kříž, soutokem Teplé Vltavy a Studené Vltavy. Protéká mimo jiné Českým Krumlovem, Českými Budějovicemi a Prahou a ústí zleva do Labe v Mělníku. Povodí Vltavy s přítoky Malší, Lužnicí, Otavou, Sázavou a Berounkou zaujímá jižní část Čech a spolu s Labem, jehož přítokem Vltava je, vytváří systém odvodňující téměř celé Čechy. Povodí řeky je 28 090 km² (z toho 27 047,59 km² v Česku). Své jméno „Vltava“ řeka dostala od starých Germánů, kteří ji nazývali Wilt-ahwa – divoká voda, přičemž Germáni jméno pro Vltavu převzali nejspíše od Keltů.

## Etymologie
Název řeky pochází ze starogermánského slovního spojení „Wilth“-„ahwa“, „divoká, dravá voda“. Ve Fuldských análech z roku 872 je tento název doložen jako „Fuldaha“ (srov. s řekou Fulda), v roce 1113 jako „Wultha“. V Kosmově kronice se roku 1125 poprvé objevuje v počeštěné podobě jako „Wlitaua“.

## Průběh toku

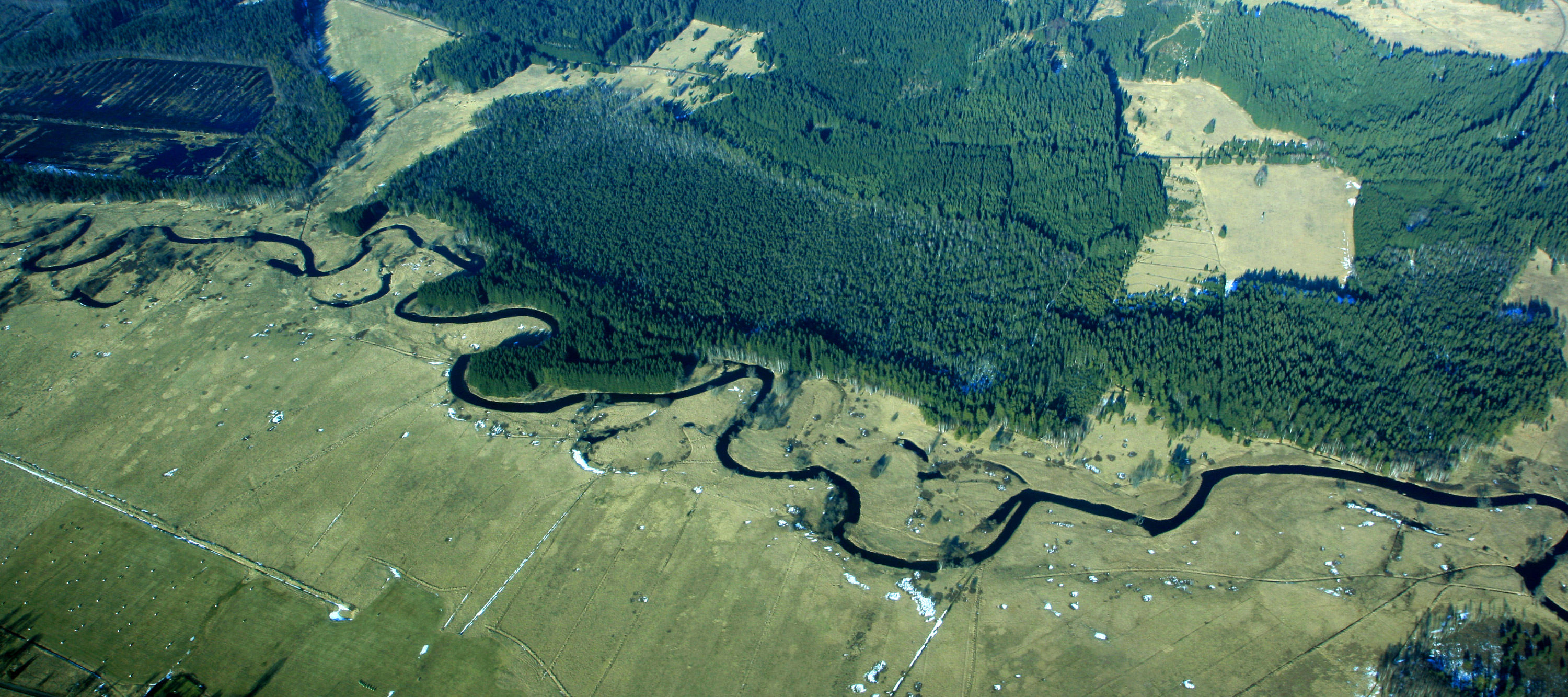
Meandry Teplé Vltavy jihozápadně od Volar

Řeka Teplá Vltava, která je považována za jeden ze dvou hlavních zdrojů Vltavy, pramení na východním svahu Černé hory (1 316 m n. m.) na Šumavě ve výšce 1 172 m n. m. jako Černý potok. Jeho pramen je znám jako chráněné území Pramen Vltavy. Prvních 5 km teče severním směrem, od soutoku s Kvildským potokem v Kvildě obrací nadlouho svůj tok k jihovýchodu. Od ústí Vydřího potoka v obci Borová Lada (890 m n. m.) nese říčka název Teplá Vltava, záhy přibírá Vltavský potok, známý též jako Malá Vltava. Ten pramení v Pláňském polesí ve výšce 1 158 m n. m. Protéká Horní Vltavicí a poté v Lenoře (756 m n. m.) získává vody Řasnice, zvané také Travnatá Vltava. Za Lenorou má řeka jen nepatrný spád a vytváří v ploché krajině rozsáhlé mokřady s mnoha meandry, souhrnně zvané Vltavský luh. Zde uprostřed 1. zóny NP Šumava Mrtvý luh se v nadmořské výšce 731 m u osady Chlum stékají Teplá a Studená Vltava. Ta pramení na druhé straně hranic v Bavorsku západně od obce Haidmühle pod německým názvem Altwasser nebo Kalte Moldau. Od soutoku obou hlavních pramenných toků Teplé a Studené Vltavy pak řeka po zbytek své cesty má jméno Vltava.

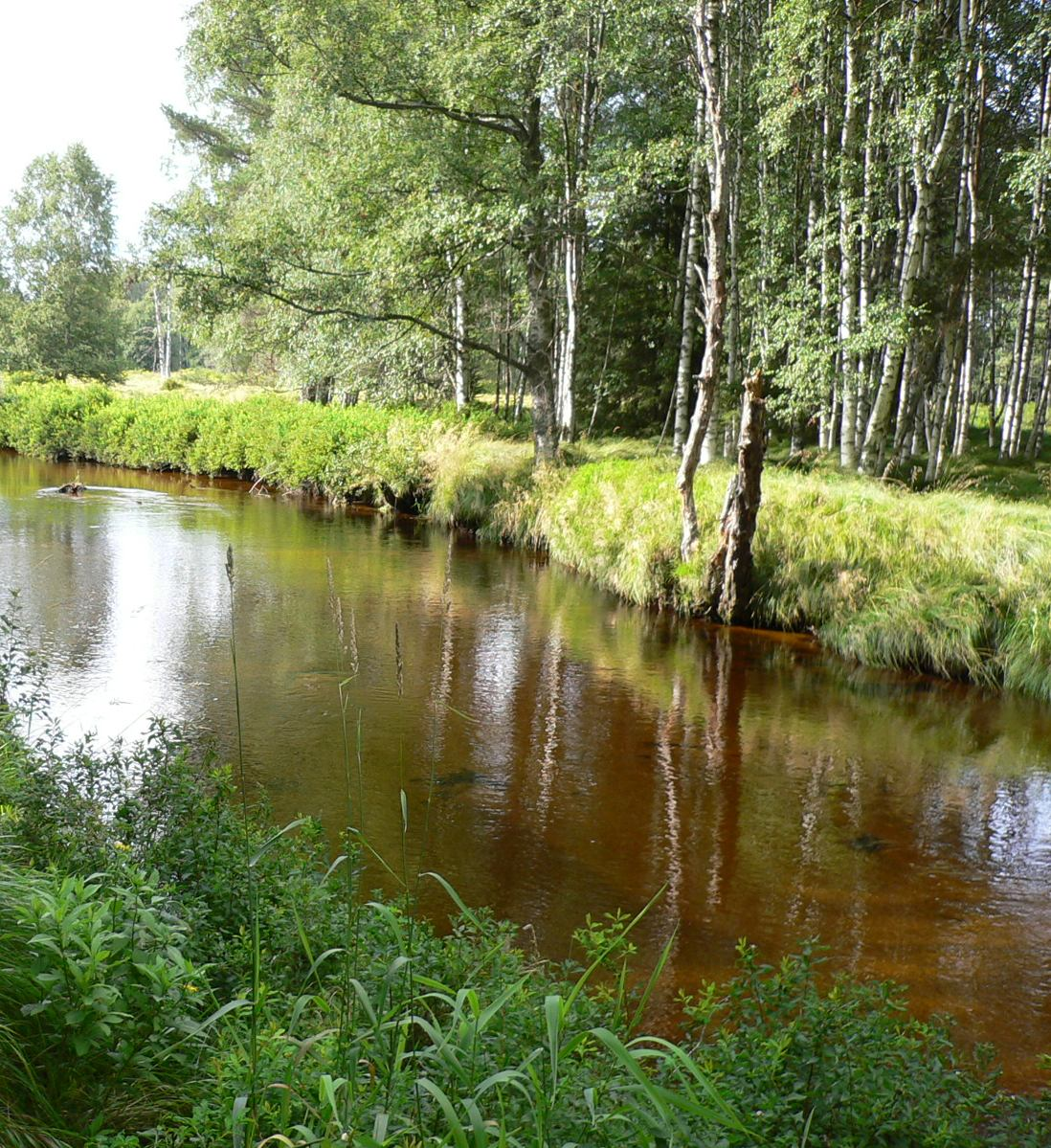
Vltava před nádrží Lipno

U Nové Pece se Vltava rozlévá do širokého a dlouhého přehradního jezera, které vzniklo přehrazením jejího toku u obce Lipno nad Vltavou. Za Lipnem protéká řeka romantickým skalnatým údolím pod Čertovou stěnou (tento její úsek se nazývá Čertovy proudy) a směřuje k vyrovnávací nádrži Lipno II, těsně před Vyšším Brodem. V úseku mezi přehradní hrází Lipno a Vyšším Brodem je koryto řeky téměř bez vody (přehrada je povinna udržovat minimální průtok 2 krychlové metry vody za sekundu), protože většina vod z Lipenského jezera je odváděna kanálem od podzemní elektrárny do vyrovnávací nádrže Lipno II. Pouze výjimečně se průtok zvyšuje – buďto za přebytku vody v nádrži, nebo u příležitosti vodáckých závodů, neboť úsek Čertových proudů je považován za jednu z nejtěžších vodáckých a slalomových tras na světě. Takové akce ovšem vyžadují průtok 20–30 m3 vody za sekundu.

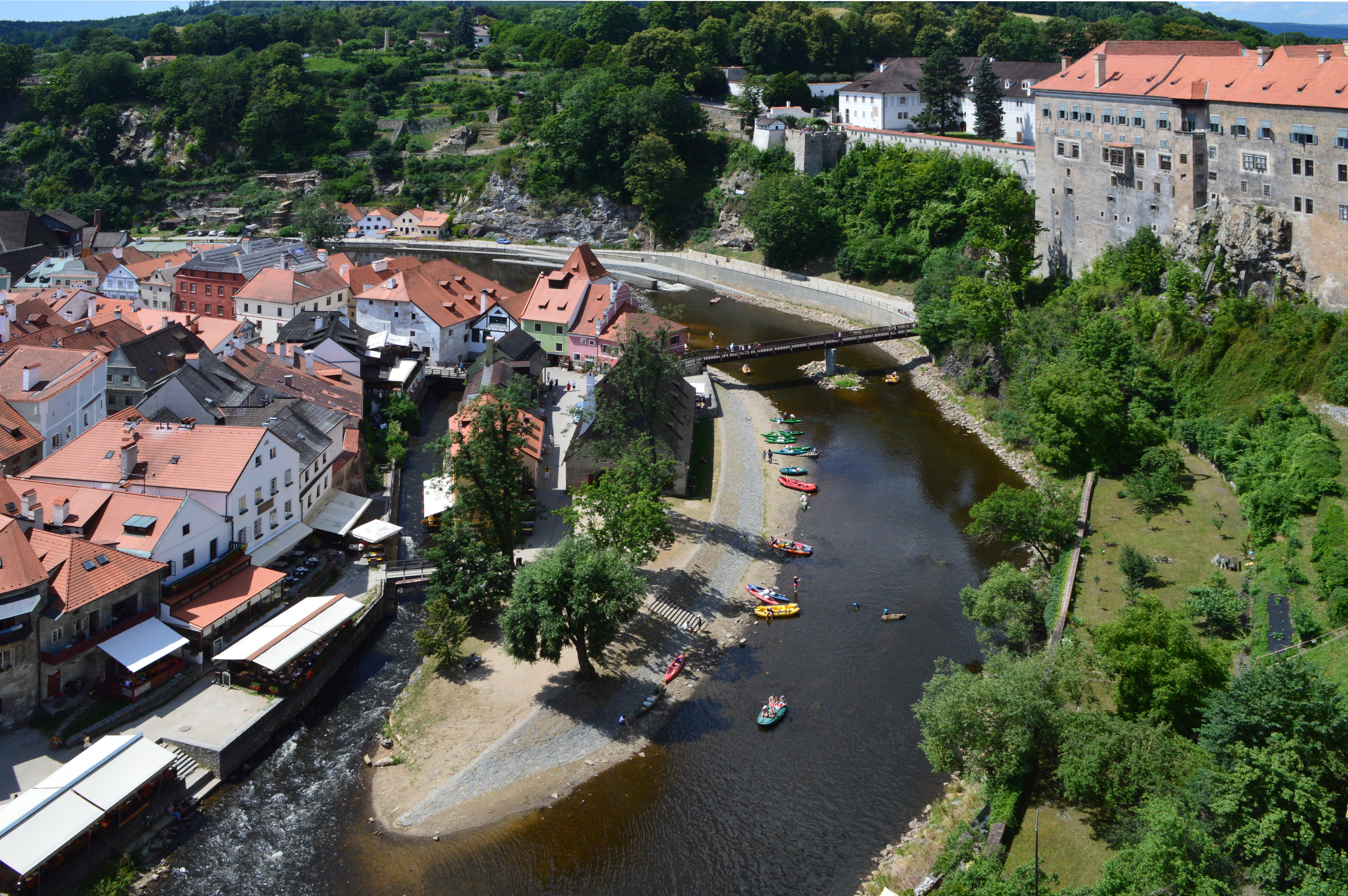
Vltava v Českém Krumlově

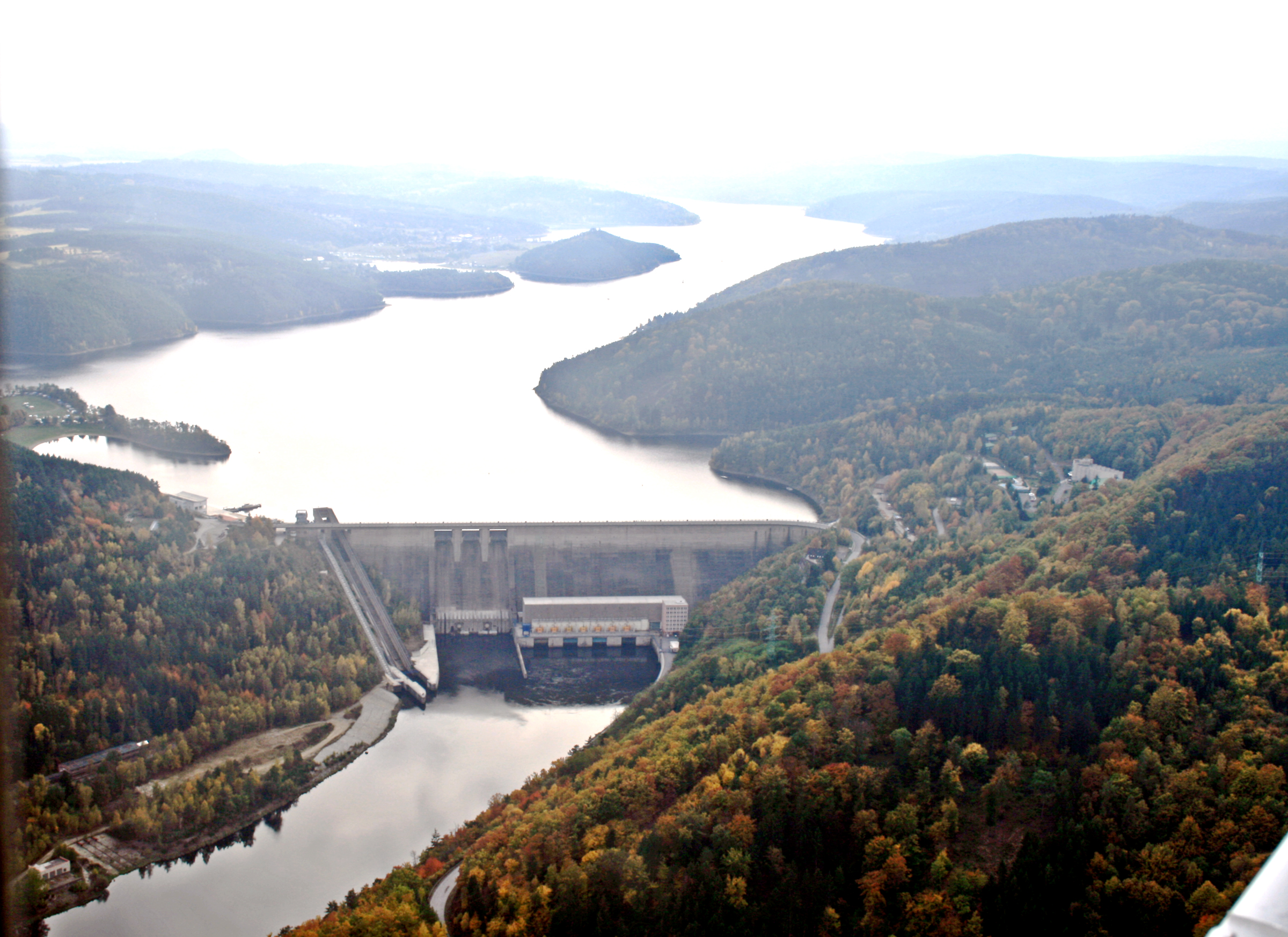
Hráz Orlické přehrady

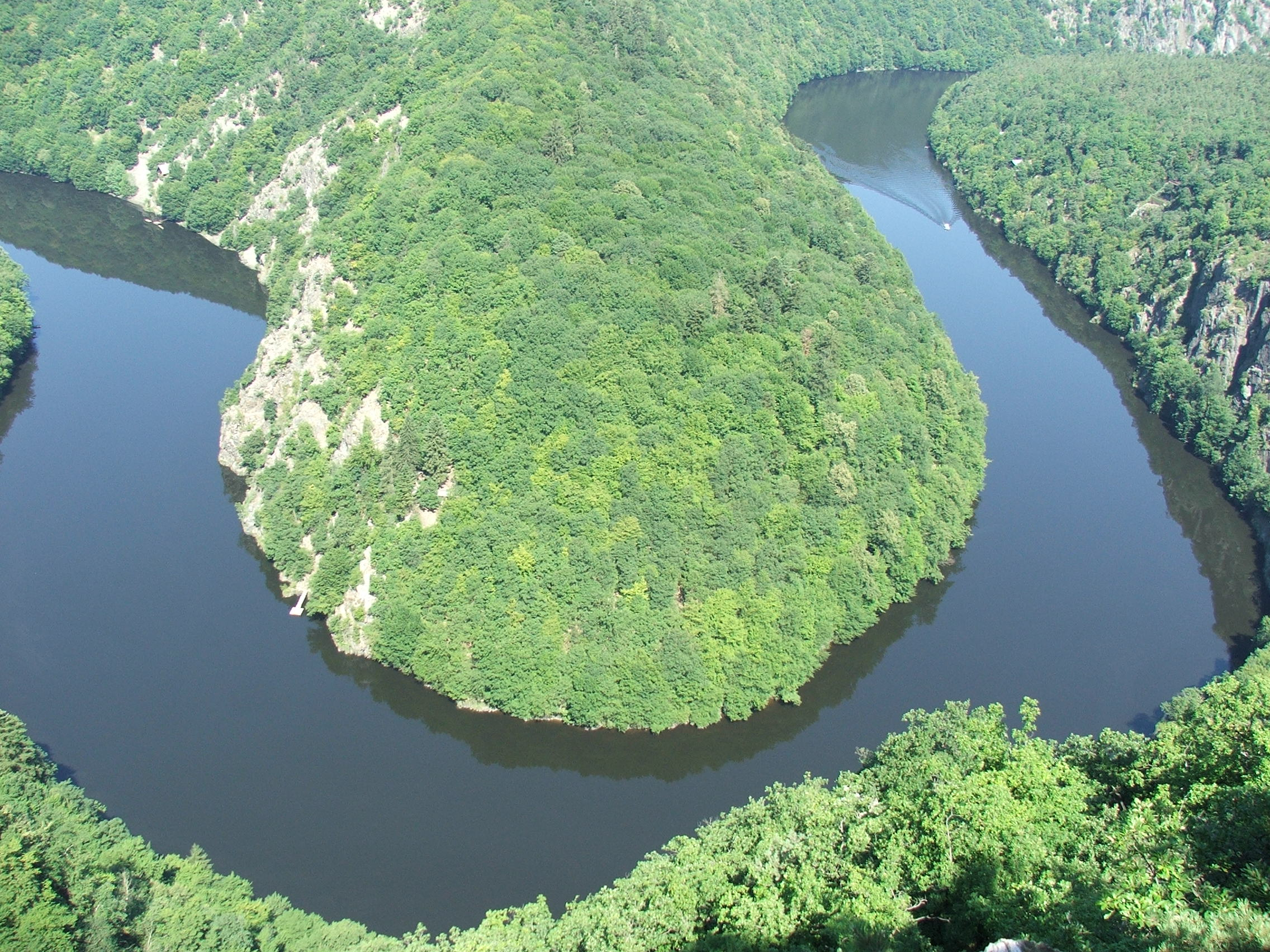
Jeden z hluboce zaříznutých meandrů, typických pro střední tok Vltavy, zde zatopený vodní nádrží Štěchovice

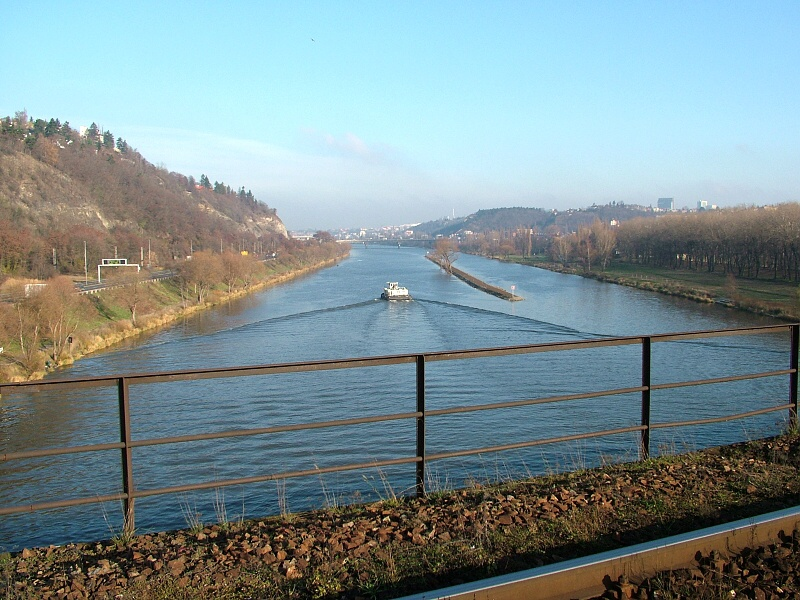
Vltava před centrem Prahy, pohled po proudu z Branického mostu, levý břeh lemují Barrandovské skály

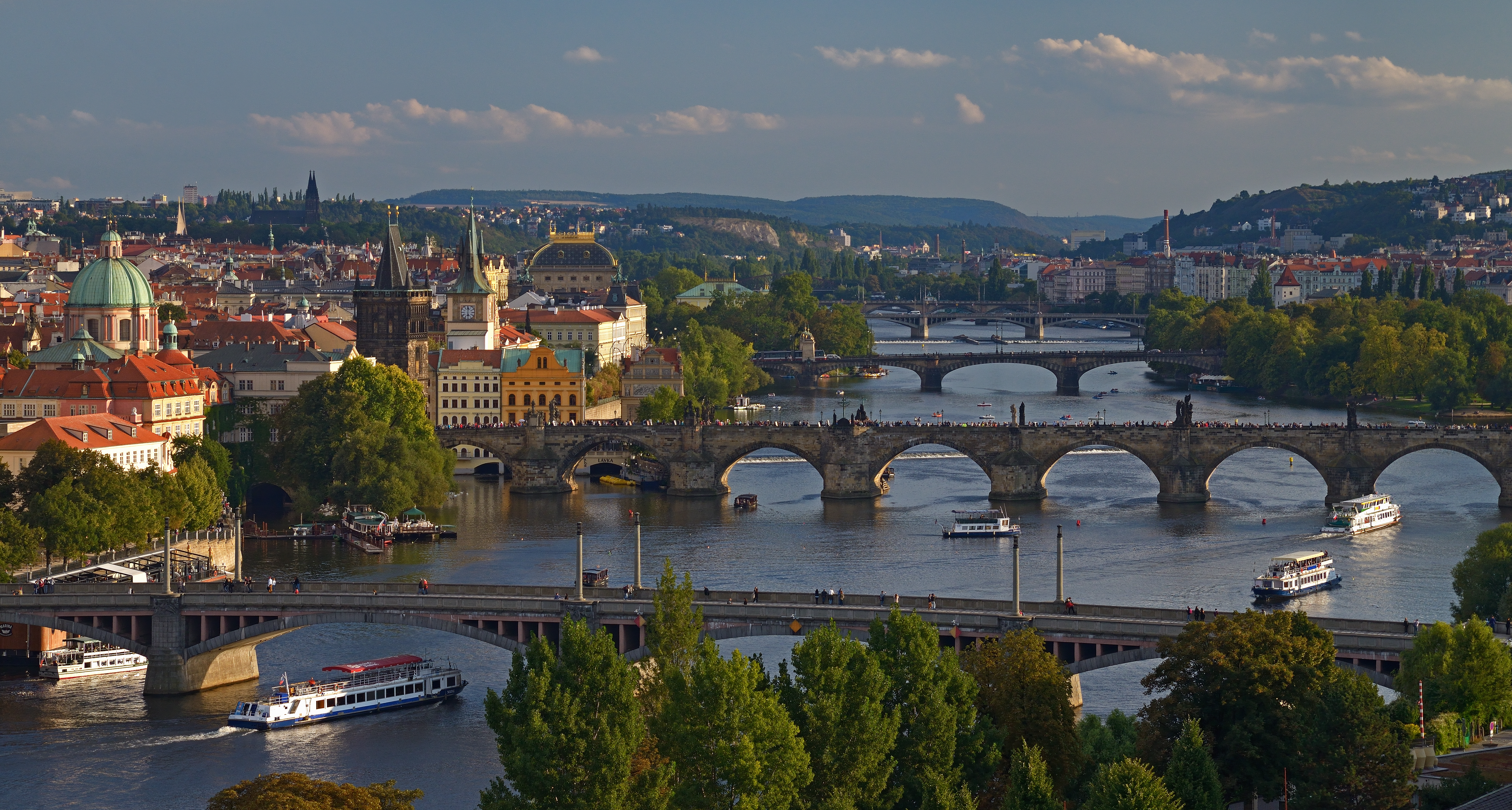
Řeka Vltava a Karlův most v Praze

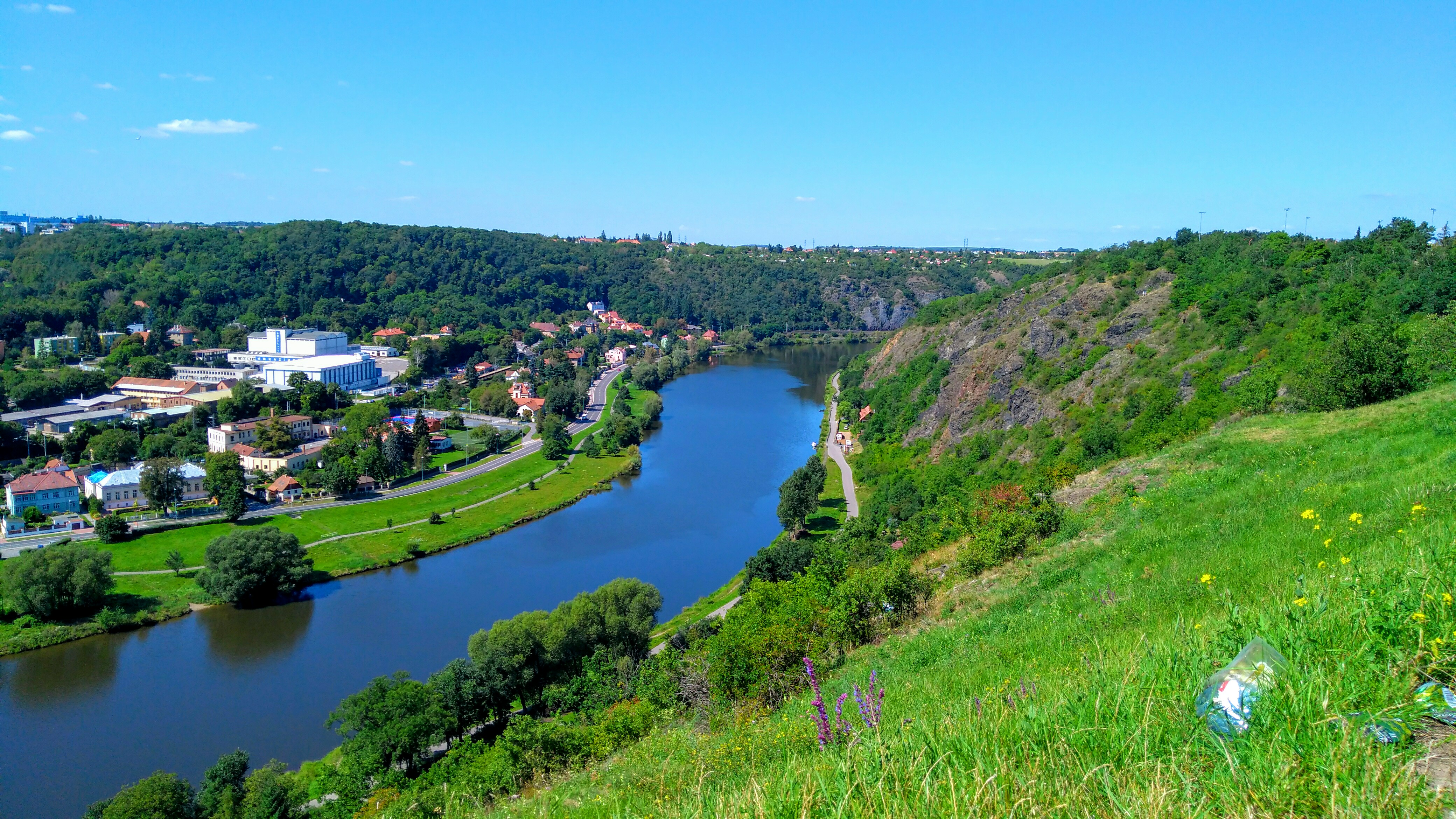
Vltava z Bohnické vyhlídky

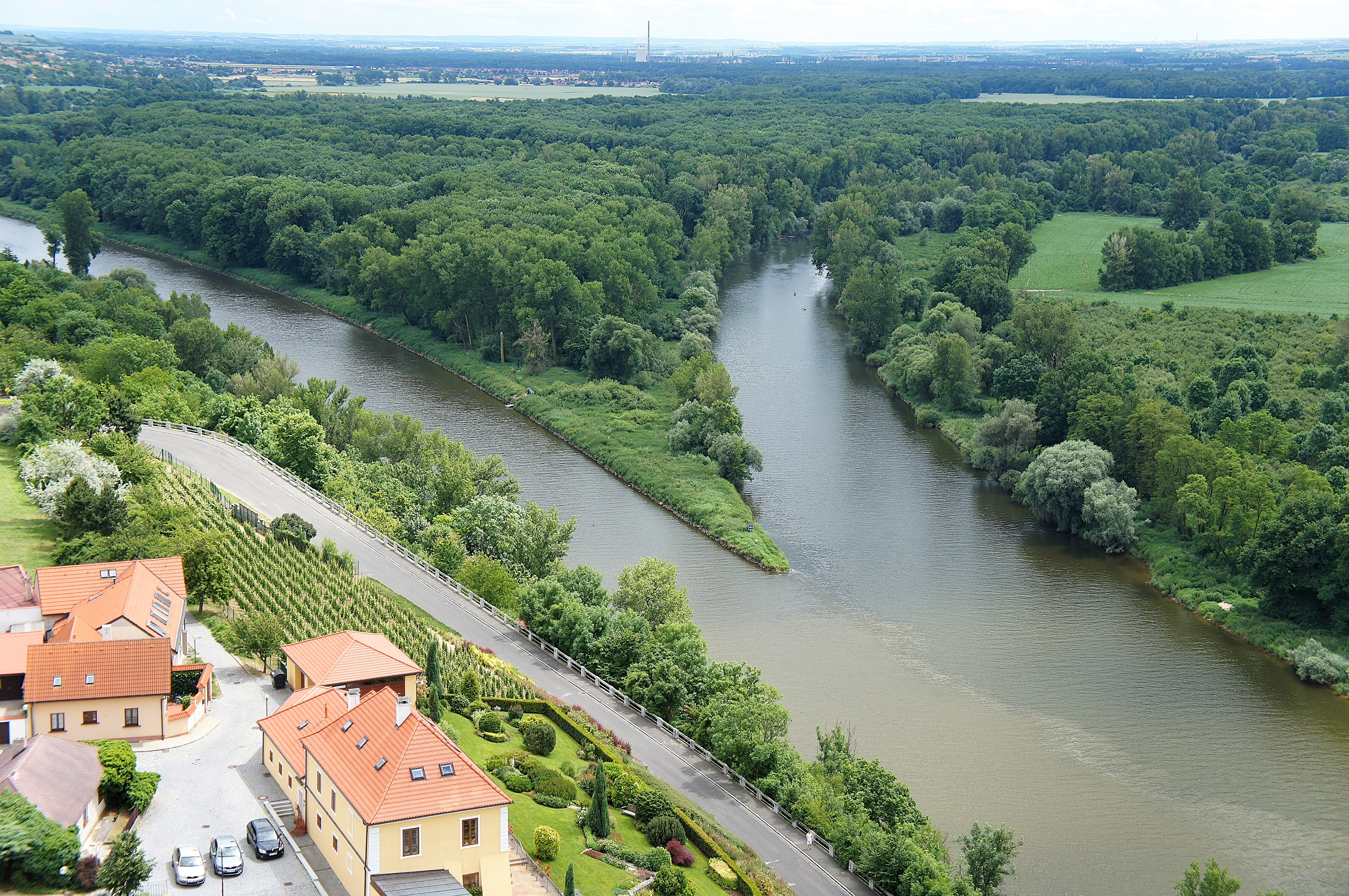
Pohled z Mělníka na soutok Labe a Vltavy, na rovinatém území sevřeném oběma řekami lužní les Úpor–Černínovsko

Za Vyšším Brodem protéká Vltava otevřenější krajinou a stáčí svůj tok k severu. Četnými zákruty protéká turisticky atraktivní oblastí s řadou kulturně historických památek, které jsou obvykle v těsné blízkosti řeky. Její tok směřuje k hradu Rožmberk, protéká městečkem Větřní a skalnatým údolím vstupuje do Českého Krumlova.
Tok Vltavy směřuje odtud dále na sever, protéká kolem kláštera Zlatá Koruna, míjí bývalé keltské oppidum Třísov a obtéká skalnatý ostroh se zříceninou hradu Dívčí kámen. Pak již pokračuje rovinatou Českobudějovickou pánví k Českým Budějovicím (řkm 239,6). Zde přibírá vody řeky Malše. Za městem pokračuje tok Vltavy kolem obce Hluboká nad Vltavou a směřuje k Hněvkovické přehradě. Ta zajišťuje vodu pro Jadernou elektrárnu Temelín. Odtud až za Prahu vytváří řeka hluboké a úzké údolí, které se rozšiřuje jen na několika místech. Protéká Týnem nad Vltavou a za ním přibírá vody řeky Lužnice.
Až k Týnu nad Vltavou však již zasahuje hladina dalšího stupně Vltavské kaskády, Orlické přehrady, pojmenované podle známého zámku Orlík. Jezero pohltilo i soutok Vltavy s Otavou u hradu Zvíkova. Pod hrází Orlické přehrady pokračuje tok Vltavy dále k severu. V úseku před Prahou zadržují vody Vltavy ještě další čtyři přehrady Vltavské kaskády – Kamýcká, Slapská, Štěchovická a Vranská.
U Davle leží v řece Ostrov sv. Kiliána, na němž do roku 1419 stával Ostrovský klášter. V těchto místech se zprava vlévá řeka Sázava, o něco dále na okraji Prahy za Zbraslaví se zleva připojuje řeka Berounka. Po průtoku hlavním městem se Vltava teprve v Kralupech nad Vltavou vymaňuje z úzkého údolí do roviny a u Mělníka ve výšce 156 m n. m. se vlévá do Labe. Ačkoliv je Vltava k místu soutoku delší a vodnější, nese tok dále oproti zvyklostem jméno Labe. To protéká Německem a ústí do Severního moře.
Před několika milióny let odtékala horní část Vltavy do Dunaje.

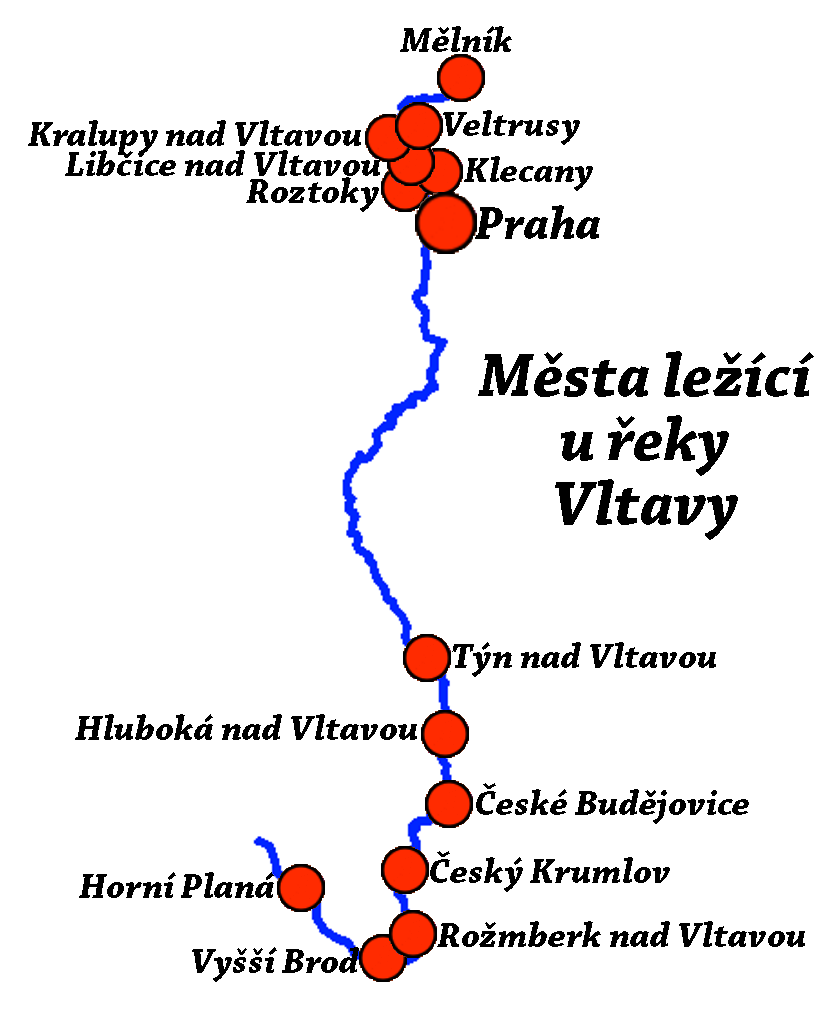
Města ležící u Vltavy

### Větší přítoky
(levý / pravý, říční kilometr od pramene k ústí)
- Kvildský potok (L, řkm 424,1)
- Bučina (P, řkm 422,6)
- Vydří potok (L, řkm 416,8)
- Vltavský potok (Malá Vltava) (P, řkm 416,0)
- Račí potok (L, řkm 404,5)
- Kubohuťský potok (L, řkm 402,8)
- Kaplický potok (L, řkm 396,5)
- Řasnice (Travnatá Vltava) (P, řkm 394,3)
- Volarský potok (L, řkm 378,9)
- Studená Vltava (P, řkm 376,7)
- Jezerní potok (P)
- Olšina (L)
- Větší Vltavice (P, řkm 314,5)
- Polečnice (L, řkm 281,3)
- Jílecký potok (P)
- Křemžský potok (Křemže) (L, řkm 258,6)
- Malše (P, řkm 240,0)
- Dehtářský potok (L, řkm 231,9)
- Bezdrevský potok (L, řkm 231,0)
- Lužnice (P, řkm 202,2)
- Hrejkovický potok (P)
- Otava (L, řkm 169,1)
- Brzina (P, řkm 126,9)
- Musík (P, řkm 106,8)
- Mastník (P, řkm 104,6)
- Kocába (L, řkm 82,8)
- Sázava (P, řkm 78,3)
- Bojovský potok (L, řkm 75,2)
- Berounka (L, řkm 63,4)
- (viz též Seznam řek a potoků v Praze)
- Botič (P, řkm 55,2)
- Rokytka (P, řkm 47,4)
- Litovický potok (Šárecký potok) (L, řkm 42,7)
- Zákolanský potok (L)
- Bakovský potok (L)

### Plocha povodí podle zemí
| #  | Část povodí                     | Povodí celkem km² | Povodí v ČR km² | Povodí v SRN km² | Povodí v Rakousku km² |
| -- | ------------------------------- | ----------------- | --------------- | ---------------- | --------------------- |
| 1. | Vltava nad soutokem s Lužnicí   | 3 591,64          | 3 305,86        | 74,55            | 211,23                |
| 2. | Lužnice                         | 4 234,61          | 3 525,66        | 0,00             | 708,95                |
| 3. | Vltava mezi Lužnicí a Otavou    | 326,82            | 0,00            | 0,00             | 0,00                  |
| 4. | Otava                           | 3 840,21          | 3 528,99        | 11,22            | 0,00                  |
| 5. | Vltava mezi Otavou a Sázávou    | 813,76            | 0,00            | 0,00             | 0,00                  |
| 6. | Sázava                          | 4 350,90          | 4 350,90        | 0,00             | 0,00                  |
| 7. | Vltava mezi Sázávou a Berounkou | 171,59            | 0,00            | 0,00             | 0,00                  |
| 8. | Berounka                        | 8 855,43          | 8 819,47        | 35,96            | 0,00                  |
| 9. | dolní Vltava                    | 1 440,26          | 1 440,26        | 0,00             | 0,00                  |

## Vodní režim
Vybrané hlásné profily:
| místo               | říční km | plocha povodí | průměrný průtok (Qa) | stoletá voda (Q100) |
| ------------------- | -------- | ------------- | -------------------- | ------------------- |
| Lenora              | 396,20   | 175,80 km²    | 3,1 m³/s             | 113 m³/s            |
| Chlum (Volary)      | 377,70   | 347,01 km²    | 5,9 m³/s             | 217 m³/s            |
| Vyšší Brod          | 319,00   | 997,38 km²    | 13,4 m³/s            | 374 m³/s            |
| Český Krumlov       | 284,50   | 1339,22 km²   | 16,8 m³/s            | 489 m³/s            |
| České Budějovice    | 238,80   | 2849,82 km²   | 27,6 m³/s            | 908 m³/s            |
| VD Orlík (Solenice) | 144,65   | 12106,00 km²  | 83,4 m³/s            | 2180 m³/s           |
| VD Vrané            | 71,40    | 17784,60 km²  | 110,0 m³/s           | 2670 m³/s           |
| Praha-Velká Chuchle | 60,08    | 26730,71 km²  | 148,0 m³/s           | 4020 m³/s           |
| Vraňany             | 11,30    | 28057,41 km²  | 151,0 m³/s           | 4090 m³/s           |

## Využití

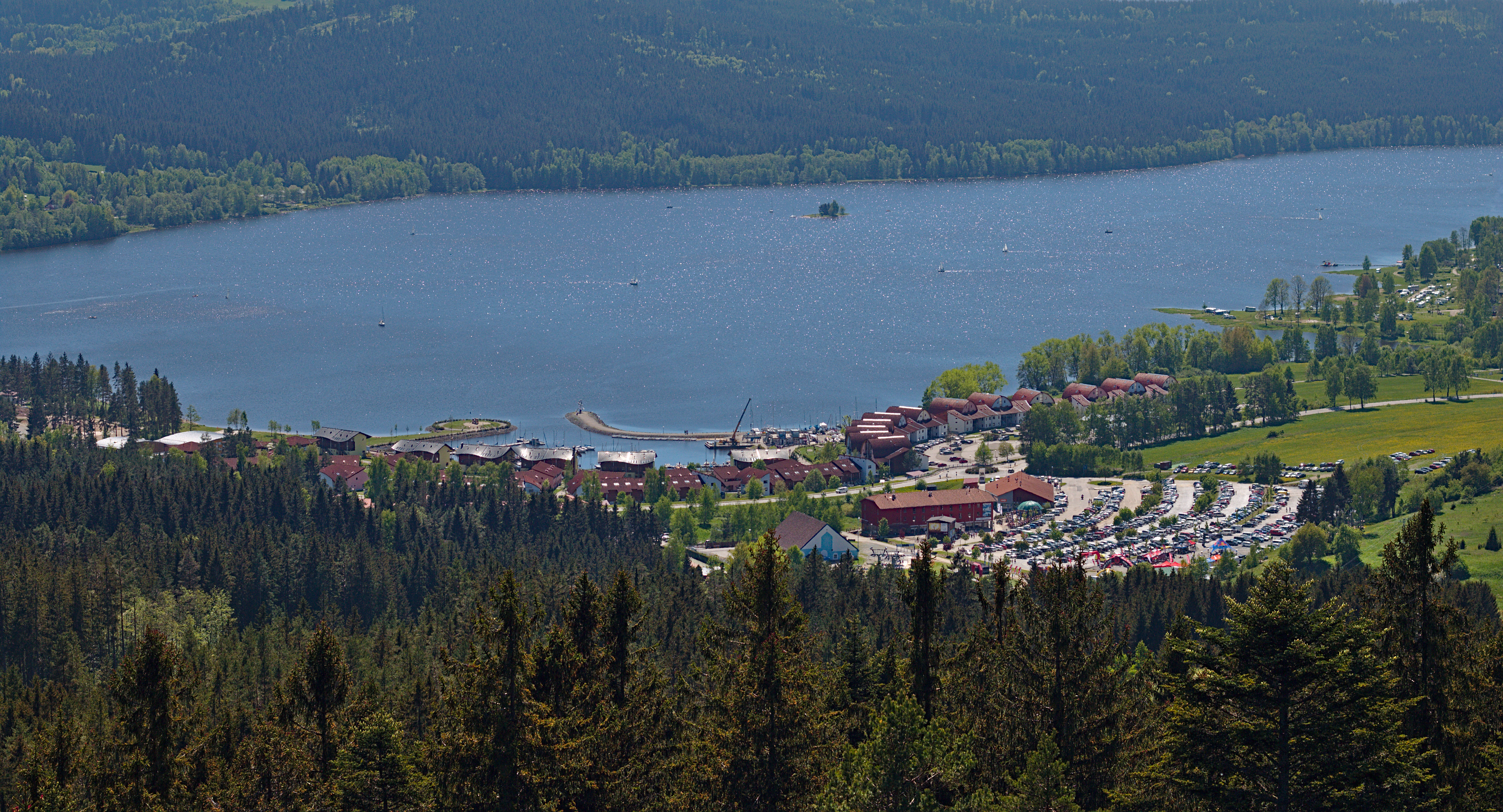
Vodní nádrž Lipno

### Závod Horní Vltava
- řkm 329,54 – Přehrada Lipno I (1952–1959), plocha nádrže 48,7 km2, 725,6 m n. m.
- řkm 319,12 – Přehrada Lipno II
- řkm 233,00 – jez České Vrbné (1968), plavební komora postavena roku 2010, na místě vorové propusti postavena elektrárna. V blízkosti nová slalomová dráha.
- řkm 228,80 – jez Hluboká nad Vltavou (1935), plavební komora dokončena v roce 2013.
- řkm 210,39 – Přehrada Hněvkovice (1986–1992), plavební komora byla dokončena a uvedena do provozu roku 2010, plocha nádrže 2,68 – 3,21 km2.
- řkm 208,90 – starý jez Hněvkovice, 354,79 m n. m., provedena modernizace jezu s výstavbou plavební komory. Uvedeno do provozu 2017.
- řkm 200,41 – Přehrada Kořensko (1986–1991), plavební komora dokončena roku 2000, 2016–2017 komora modernizována.

### Závod Dolní Vltava
- řkm 159,90 – Žďákovský most

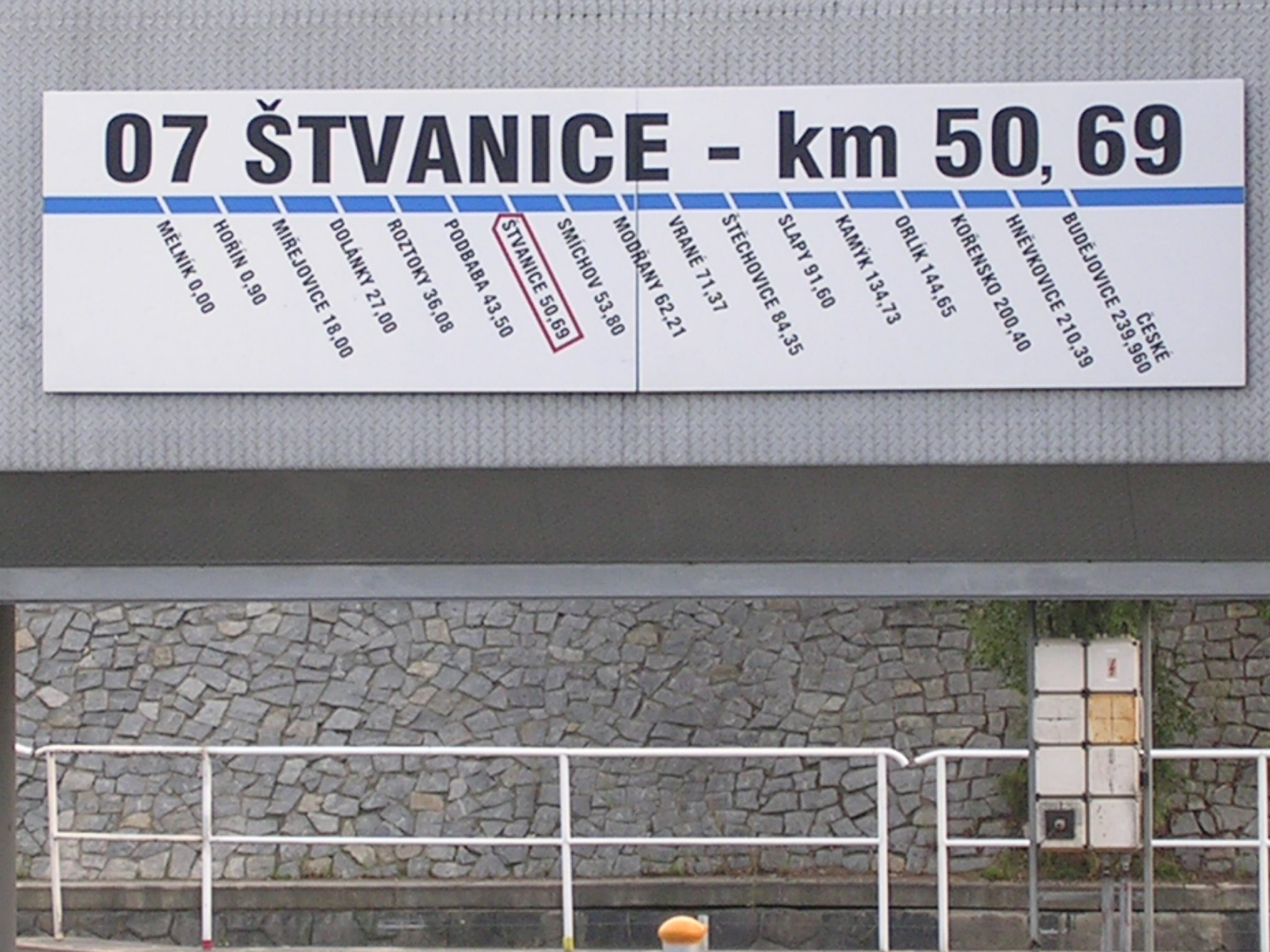
Schema vltavské vodní cesty

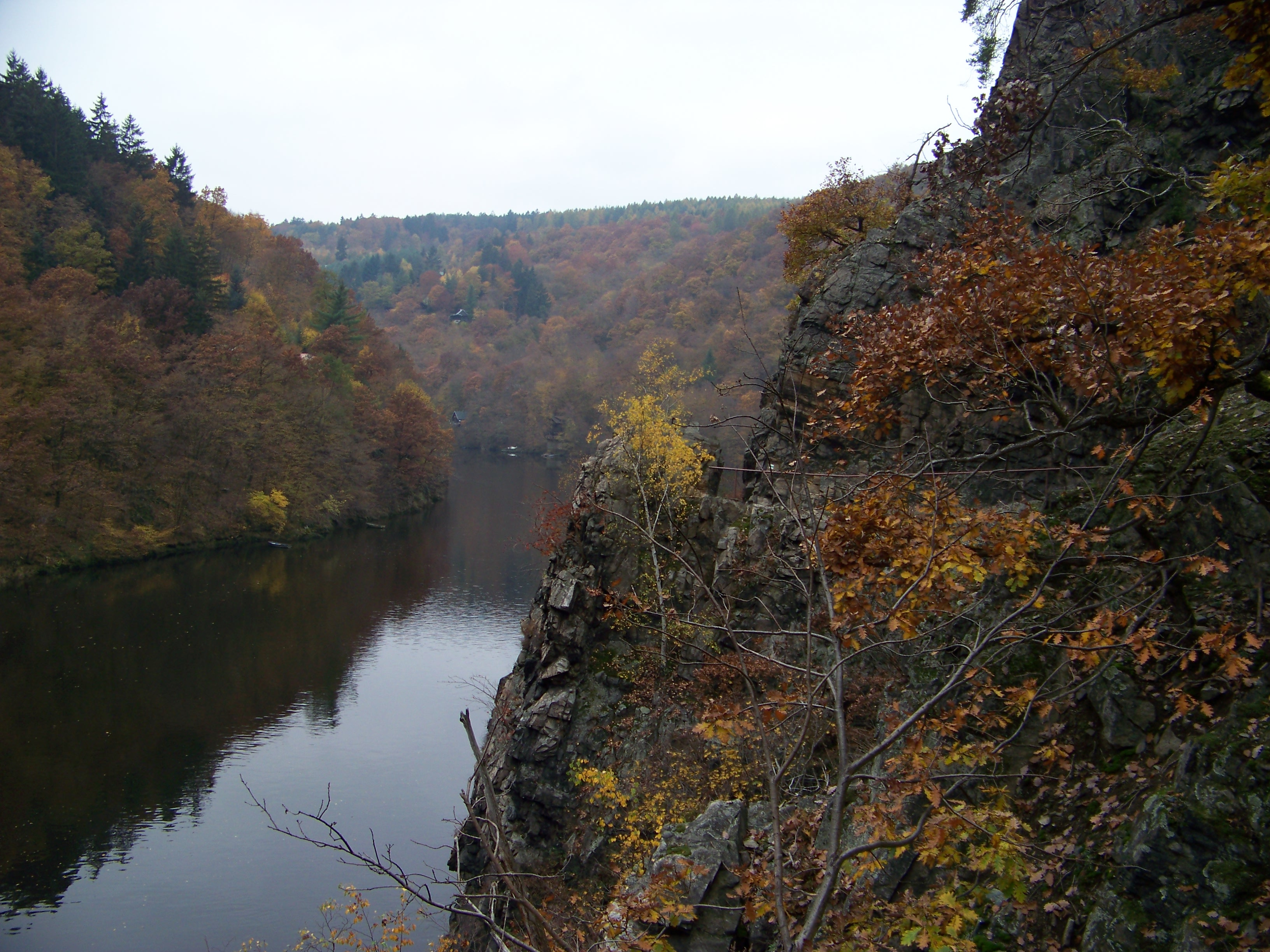
Naučná stezka Svatojánské proudy nad vodní nádrží Štěchovice

- řkm 144,70 – Přehrada Orlík (1954–1966), plavební zařízení pro velká plavidla (šikmé kolejové zdvihadlo doplněné v horní části plavební komorou) nedokončeno, pouze šikmé kolejové zdvihadlo pro sportovní plavidla do 3,5 t; plocha nádrže 27,3 km2, hladina max. 354 m n. m., min. 347,6 m n. m.
- řkm 134,73 – Přehrada Kamýk (1956–1962), s plavební komorou
- řkm 91,69 – Přehrada Slapy (1951–1954), výtah pro lodě (svislé nebo šikmé zdvihadlo) není dokončen, plocha nádrže 13,92 km2
- řkm 84,44 – Přehrada Štěchovice (1937–1945), s plavební komorou délkově přizpůsobenou pro plavení vorů, plocha nádrže 1,14 km2
- řkm 71,33 – Přehrada Vrané nad Vltavou (1930–1936) s plavební komorou, plocha nádrže 2,51 km2
- řkm 62,90 – plavební komora Modřany (jez Modřany)
- řkm 53,70 – plavební komora Smíchov (oddělený kanál od Šítkovského jezu k jezu u Sovových mlýnů)
- řkm 50,50 – plavební komora Štvanice (jez u začátku ostrova Štvanice)
- řkm 43,50 – plavební komora Podbaba, plavební kanál Podbaba – Troja, délka 3,5 km (Trojský jez a sportovní kanál na pravé straně)
- řkm 35,90 – plavební komora Roztoky, plavební kanál Roztoky – Klecany, délka 1,4 km (jez Klecany)
- řkm 26,70 – plavební komora Dolánky (jez Dolany)
- řkm 17,90 – plavební komora Miřejovice (jez Nelahozeves – Veltrusy)
- řkm 00,90 – plavební komora Hořín, plavební kanál Mělník – Vraňany, délka 10,1 km

### Vodáctví

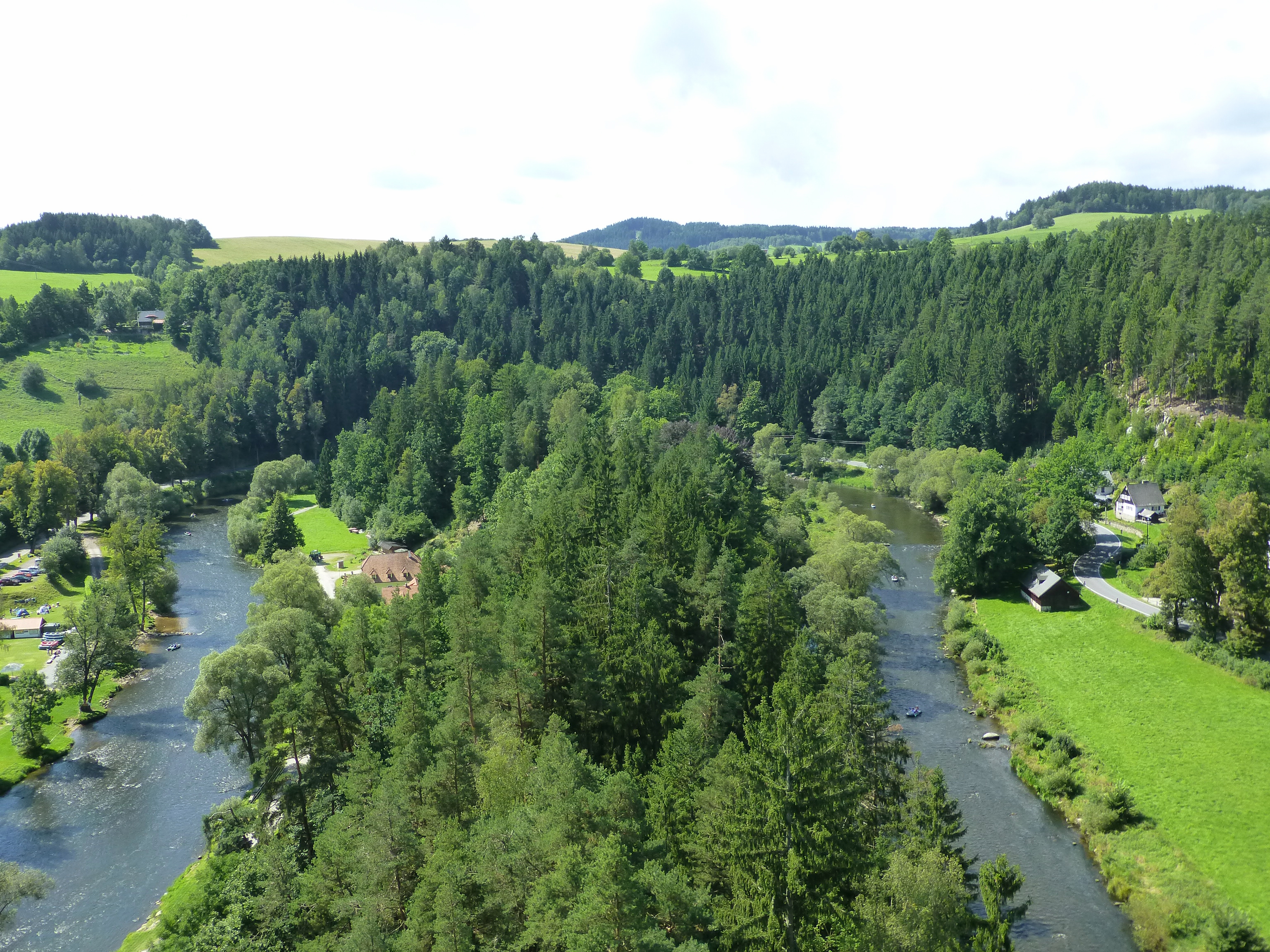
Vodáci v meandru Vltavy u Rožmberku nad Vltavou

Vodácky nejvyužívanější je Vltava v úseku z Vyššího Brodu do Boršova nad Vltavou. V souvislosti s velkým množstvím kempů, restaurací a dalších různých služeb spojených s vodáctvím se často o Vltavě mluví jako o nejkomerčnější řece světa. Roční návštěvnost Vltavy se v roce 2020 pohybovala kolem 130 tisíc lidí.

### Mlýny
Mlýny jsou řazeny po toku řeky.
- Mrázkův mlýn – Český Krumlov, Kájovská, okres Český Krumlov, kulturní památka
- Krumlovský mlýn – Český Krumlov, Široká, okres Český Krumlov, kulturní památka
- Klášterní mlýn – Zlatá Koruna, okres Český Krumlov
- Stecherův mlýn – Litvínovice, okres České Budějovice
- Ungnadův mlýn
- Královcův mlýn (208,95 km) – Týn nad Vltavou-Hněvkovice, okres České Budějovice
- Fiedlerův mlýn (208,95 km) – Hněvkovice, okres České Budějovice
- Seznam vodních mlýnů v Praze při Vltavě
- Dol – Máslovice, okres Praha-východ
- Zámecký mlýn – Hořín, okres Mělník, kulturní památka

## Výstavy
- 2022 Vltava - proměny historické krajiny, Fakulta stavební ČVUT v Praze, 8. únor – 7. duben 2022[8]. Výstava je zpracována v rámci projektu MK ČR NAKI DG18P02OVV037 „Vltava – proměny historické krajiny v důsledku povodní, stavby přehrad a změn ve využití území s vazbami na kulturní a společenské aktivity v okolí řeky“[9].Výstava je putovní a zatím byla reprízována v těchto místech: 
  - Muzeum Klučenice, 26. 6. – 31. 8. 2022
  - Slapy, 3. 9. – 11. 9. 2022
  - Davle, 15. 9. – 14. 10. 2022
  - SOkA Příbram, 26. 10. – 30. 11. 2022
  - Krásná Hora nad Vltavou, 2. 12. 2022 – 10. 3. 2023[8]
  - Středočeské muzeum v Roztokách u Prahy, 5. květen 2023 - 1. říjen 2023[10]

## V kultuře

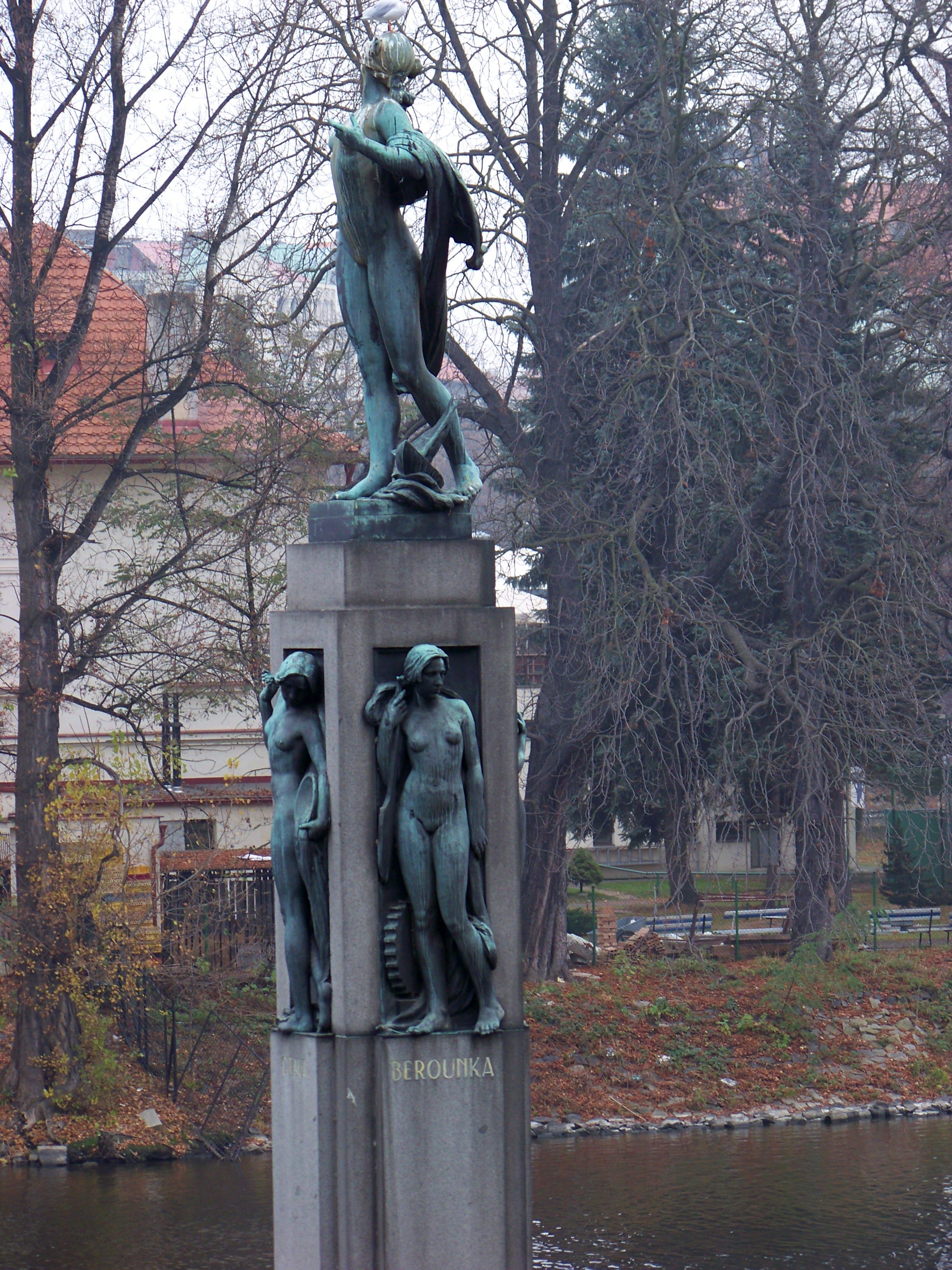
Alegorie Vltavy s přítoky, Dětský ostrov

- Vltava – symfonická báseň Bedřicha Smetany z cyklu Má vlast, která hudebně ztvárňuje tok řeky
- Alegorické sochy Vltavy, například:[11]
  - kašna zvaná Terezka – klasicistní od Václava Prachnera, v Praze na Mariánském náměstí
  - bronzová Alegorie Vltavy a jejích 4 přítoků – secesní socha od Josefa V. Pekárka na Dětském ostrově v Praze
  - Alegorie Vltavy od Józy Nováka na Podolské vodárně v Praze
  - Alegorie Vltavy od Břetislava Bendy na nároží Vojenského zeměpisného ústavu v Praze 6 (spolu se sochou Alegorie Dunaje na protějším nároží)[12][13]
  - fontána Faun a Vltava – keramická plastika, Olga a Miroslav Hudečkovi 1984, stanice metra Vltavská[14]

## Další informace
- Na Vltavě byl k roku 2020 zaznamenán výskyt bobra evropského, kam se rozšířil po reintrodukci z Bavorska přes Český les a Berounku (v Praze odhadem 100 jedinců).[15]